# Petrusevangelium
Das Petrusevangelium (abgekürzt: PetrEv oder EvPetr) ist ein apokryphes Evangelium, das der Forschung nach in der Zeit zwischen 70 n. Chr. und der ersten Hälfte des 2. Jahrhunderts vermutlich in Syrien entstand. Es gehört der Gattung nach zu den Passionsevangelien, das heißt, es befasst sich vorwiegend mit Tod und Auferstehung Jesu Christi. Die Verurteilung Jesu wird darin eher dem jüdischen König Herodes als dem römischen Statthalter Pilatus zugeschrieben. Das PetrEv ist das einzige bekannte Evangelium, das behauptet, einen Augenzeugenbericht der Auferstehung Jesu zu bieten.

## Verfasserschaft, Datierung, Entstehungsort
Das Evangelium ist aus der Perspektive des Simon Petrus als Ich-Erzählung geschrieben:

„Ich aber, Simon Petrus, und mein Bruder Andreas nahmen unsere Netze und gingen ans Meer. Und es war bei uns Levi, der Sohn des Alphäus, welchen der Herr (vom Zoll weggerufen hatte...?)“

Eine Abfassung durch den Apostel Petrus ist jedoch äußerst unwahrscheinlich. Allgemein geht man davon aus, dass es sich um eine pseudepigraphische Schrift handelt, die im Namen des bekannten und anerkannten Apostels verfasst wurde, um dem Text Autorität zu verleihen. Auch die Minderheit der Forscher, die eine Frühdatierung des Petrusevangeliums auf die Zeit kurz vor 75 n. Chr. vertritt (Klaus Berger, Helmut Köster, John D. Crossan, François Bovon), geht nicht von einer Abfassung durch den Apostel Petrus aus. Zumeist wird angenommen, dass es nur ein einziges Petrusevangelium gab und dass das Pergament von Achmim neben einigen weiteren Fragmenten den Text dieses Evangeliums darbietet.
Eine Mehrheit der Forscher ist überzeugt, dass der Verfasser seine Informationen aus gottesdienstlichen Lesungen aus den kanonischen Evangelien aufnahm und mit anderen Überlieferungen aus dem Gedächtnis niederschrieb. Dies würde die Verbreitung der ersten drei Evangelien voraussetzen. Daher nimmt die Mehrheit an, das PetrEv sei in der 1. Hälfte des 2. Jahrhunderts entstanden. Erstmals wird der Text bei Serapion von Antiochia zitiert, daher muss das PetrEv vor 190 n. Chr. entstanden sein.
Als Entstehungsort wird aufgrund einiger sprachlicher Besonderheiten Syrien vermutet.

## Überlieferung, Textfragmente
Die Existenz eines Petrusevangeliums ist in der frühen Kirche mehrfach bezeugt, vor allem durch Origenes und Eusebius von Caesarea. Letzterer berichtet in seiner Kirchengeschichte (VI, 12,3–6) vom Bischof Serapion von Antiochien (190–203 n. Chr.), dieser habe Ende des 2. Jahrhunderts ein Petrusevangelium in der kleinen Gemeinde von Rhossos in Syrien vorgefunden, wo es im Gottesdienst verwendet wurde. Euseb berichtet von Serapion, dass dieser es zunächst nicht für schädlich hielt und es duldete, trotz mancher kindlicher Vorstellungen, die sich in der Gemeinde durch diese Schrift breit machten, aber dann stellte er bei einem zweiten Besuch der Gemeinde die doketische Auslegung dieser Schrift fest und lehnte dann die Schrift ab. Serapion machte eine Liste von problematischen Zitaten, die Eusebius erwähnt, die aber nicht überliefert ist. Alles was zum Thema bekannt ist, deutet darauf hin, dass die heute bekannten Textfragmente dieser Schrift zuzuordnen sind. Eusebius rechnet die Schrift zu den in der Kirche nicht anerkannten Schriften, im Gefolge des Eusebius lehnen auch Hieronymus und das Decretum Gelasianum die Schrift als apokryphe Literatur ab. Didymus von Alexandrien nennt es zusammen mit dem Thomasevangelium explizit als Fälschung.

### Achmim-Codex, Papyrus Cairensis 10759
Im Winter 1886/87 fand ein Team des französischen Archäologen Urbain Bouriant in einem christlichen Grab im oberägyptischen Achmim ein Pergament. Der darauf erhaltene griechische Text wurde von Bouriant 1892 veröffentlicht. Der Kodex enthält die Petrusapokalypse oder Teile davon, Teile des griechischen Henochbuches, des Martyriums des Julian von Tarsus und des Petrusevangeliums und stammt nach Kraus und Porter aus dem sechsten Jahrhundert, nach Schneemelcher aus dem achten bis neunten Jahrhundert.
Dem Schreiber der Handschrift von Achmim lag, wie man aus der Ornamentierung am Anfang und Ende erkennen kann, nur dieser Teil des Evangeliums vor. Daher besteht der bekannte Teil des Petrusevangeliums aus Jesu Passionsgeschichte (nicht vollständig) und seiner Auferstehungsgeschichte. Es ist daher unklar, ob es sich – wie etwa beim Nikodemusevangelium – lediglich um ein Passionsevangelium handelt, oder ob es ähnlich umfangreich wie die vier Evangelien im Neuen Testament war.
Die offizielle Katalogisierung ist Papyrus Cairensis 10759. Das Fragment wurde ursprünglich im Ägyptischen Museum, dann im Koptischen Museum in Kairo aufbewahrt, wo es aber 2007 nicht mehr aufgefunden werden konnte. Später soll es sich in der Bibliotheca Alexandrina (bis um 2009?) befunden haben, wo es aber auf Nachfrage durch Forscher ebenfalls nicht lokalisiert werden konnte. Bis auf weiteres muss der Originaltext daher als verschollen gelten.

### Weitere Textzeugen
Zwei weitere kleine Papyrusfragmente (Papyrus Oxyrhynchus 2949 [P. Oxy. 2949] und P. Oxy. 4009) aus Oxyrhynchos in Ägypten um 200 n. bzw. 150 n. Chr., die nur wenige und kaum lesbare Zeilen enthalten, lassen sich am ehesten dem Petrusevangelium zuordnen. Auch das so genannte Fayyum Fragment (Papyrus Vindobonensis Greek 2325 [P. Vienna G. 2325]) wurde von D. Lührmann als möglicher Textzeuge des PetrEv diskutiert. Kraus sieht in P. Vindob G 2324 eine Harmonisierung, eine Paraphrase oder ein Exzerpt des synoptischen Stoffs oder andernfalls einen Teil eines unbekannten Evangeliums. Paul Foster sieht in Fragment 2949 aufgrund des geringen Übereinstimmungsgrads eher Teile einer Zusammenfassung oder eines Kommentars des Petrusevangeliums.

## Inhalt
Der Text wurde von John A. Robinson in 14 Kapitel und von Adolf von Harnack in 60 Verse eingeteilt.
- Kap. I: Das Fragment beginnt mitten in der Passionsgeschichte: Weigerung der Juden, sich in Gegenwart des römischen Prokurators Pontius Pilatus als Zeichen der Unschuld die Hände zu waschen. Daraufhin befiehlt König Herodes (nicht Pilatus!), Jesus abzuführen und kreuzigen zu lassen.
- Kap. II: Joseph von Arimathäa bittet Pilatus um die Herausgabe des Leichnams Jesu. Dieser fragt bei Herodes um Erlaubnis, welcher sie bereitwillig gibt und erklärt, man hätte ihn ohnehin vor dem Ruhetag (Sabbat) begraben in Befolgung des Gesetzes des Mose (Dtn 21,22f.). Herodes übergibt Jesus dem jüdischen Volk.
- Kap. III: Einige Juden verspotten, bespucken und schlagen Jesus.
- Kap. IV: Kreuzigung zusammen mit zwei Verbrechern. Jesus erträgt alles schweigend. Beschriftung des Kreuzes: „Dies ist der König Israels“. Die Verlosung seiner Kleider wird von einem der Mitgekreuzigten verurteilt, was die Losenden erzürnt und veranlasst, Jesu Schenkel nicht zu brechen, „damit sein Tod noch qualvoller würde“.
- Kap. V: Beunruhigende Finsternis über ganz Judäa zur Mittagszeit. Jesus bekommt Galle zu trinken. Nach seinem letzten Aufschrei „Meine Kraft, meine Kraft, du hast mich verlassen“ wird Jesus „aufgenommen“. Zerreißen des Vorhangs im Jerusalemer Tempel.
- Kap. VI: Jesus wird vom Kreuz genommen. Erdbeben, die Sonne scheint wieder zur „neunten Stunde“ (15 Uhr). Bestattung durch Joseph von Arimathäa in seinem eigenen Grab, das im so genannten Josephsgarten lag.
- Kap. VII: Die Juden, Älteste und Priester erkennen ihre Schuld und bereuen die Kreuzigung.[18] Petrus und die Jünger verstecken sich aus Angst vor Verhaftung, sie fasten und weinen.
- Kap. VIII: Zusammenkunft der Schriftgelehrten, Pharisäer und Ältesten angesichts der Buße des ganzen Volkes. Sie erkennen, dass Jesus gerecht war. Aus Angst vor möglichem Diebstahl des Leichnams und Verbreitung der Auferstehungsbotschaft bitten sie Pilatus um Soldaten zur Bewachung des Grabes für drei Tage. Pilatus willigt ein. Verschluss des Grabes mit einem großen Stein und siebenfache Versiegelung. Bewachung des Eingangs.
- Kap. IX: Besuch des versiegelten Grabes durch viele Jerusalemer früh am Sabbat. – In der folgenden Nacht hören die Wächter eine laute Stimme aus dem Himmel, sehen den Himmel sich öffnen und zwei Männer herabsteigen. Der Stein vor dem Grab rollt von selbst weg. Die beiden Männer betreten das Grab.
- Kap. X: Soldaten wecken den Hauptmann und die Ältesten, und während sie berichten, was sie gesehen haben, sehen alle Anwesenden drei Männer aus dem Grab treten, gefolgt von einem Kreuz. Eine Stimme aus dem Himmel fragt: „Hast du den Toten gepredigt?“ Vom Kreuz her die Antwort: „Ja, das habe ich getan.“
- Kap. XI: Die Wachthabenden überlegen sich die Meldung an Pilatus; der Himmel öffnet sich erneut, eine Gestalt steigt herab, geht ins Grab. Da verlassen die Leute das Grab und eilen angsterfüllt zu Pilatus zum Bericht, ihr Fazit: „Er war wirklich Gottes Sohn.“, worauf Pilatus seine Unschuld „am blutigen Tod des Sohnes Gottes“ beteuert. Bitte an Pilatus, den Hauptmann und seine Soldaten zur Verschwiegenheit zu verpflichten, dies aus Angst, vom eigenen Volk gesteinigt zu werden. Pilatus willigt ein.
- Kap. XII: Maria Magdalena und ihre Freundinnen gehen früh morgens am „Tag des Herrn“ zum Grab, um die üblichen Dienste am Toten zu verrichten; Angst vor Entdeckung durch die Juden, Sorge wegen des großen Steins.
- Kap. XIII: Entdeckung des offenen Grabes; im Inneren finden die Frauen einen jungen Mann in leuchtendem Gewand sitzen, der ihnen doppelt bis dreifach sagt, Jesus sei auferstanden. Die Frauen sind entsetzt und ergreifen die Flucht.
- Kap. XIV: Am letzten Tag des Passa gehen die zwölf Jünger weinend und trauernd nach Hause. Petrus, Andreas und Levi (und...?) wandern zurück zum See Genezareth zum Fischen (vgl. Zitat oben bei Verfasserschaft). – Hier endet das Manuskript mitten im Satz.

## Weitere Bezüge
Im koptischen Unbekannten Berliner Evangelium werden inhaltliche Parallelen zum Petrusevangelium wahrgenommen.